# Glicozilare
Glicozilarea este o reacție chimică prin care o moleculă de glucidă este legată de o grupă funcțională (de obicei hidroxil) a unei alte molecule. În biologie, glicozilarea este un proces enzimatic în urma căruia sunt legate molecule de glican de proteine sau de alte molecule organice. Glicanii prezintă o varietate de roluri structurale și funcționale în membrane biologice și în proteinele secretate.
Majoritatea proteinelor care sunt sintetizate în reticulul endoplasmatic rugos trec prin procese ulterioare de glicozilare, care este un proces specific și realizat enzimatic (spre deosebire de glicare). Glicozilarea mai poate avea loc și în citoplasmă și în nucleu. Aglicozilarea este caracteristica anticorpilor creați prin inginerie de a ocoli procesele de glicozilare.